# Secret Servants
Secret Servants è un cortometraggio muto del 1917 diretto da William Beaudine.

## Produzione
Il film fu prodotto dalla Nestor Film Company e dall'Universal Film Manufacturing Company.

## Distribuzione
Distribuito dall'Universal Film Manufacturing Company, il film - un cortometraggio di una bobina - uscì nelle sale cinematografiche statunitensi il 17 dicembre 1917.